# Sistema Integrado de Mobilidade (Contagem)
O Sistema Integrado de Transporte ou SIM, é um sistema de transporte da cidade mineira de Contagem. A prefeitura de Contagem visa, através deste sistema, melhorar a qualidade da mobilidade urbana.
O SIM é fundamentado em três eixos principais: A reestruturação do sistema de transporte coletivo, infraestrutura urbana e a infraestrutura viária.

## Corredores
O SIM quando estiver completo, será composto por três corredores de ônibus BRT e BRS que percorrerão e conectarão todo o município de Contagem.

### Corredor norte-sul
O corredor norte-sul será a linha com o maior comprimento, com ao todo 20 km de extensão. A linha será composta por dois trechos, o primeiro que se inicia no extremo norte até a avenida João César de Oliveira neste trecho o sistema BRS será utilizado, já o segundo trecho se inicia na avenida João César de Oliveira e termina na avenida David Sarnoff, em toda a extensão do segundo trecho será implantado o BRT com estações de transferência no canteiro central.

### Corredor leste-oeste
O corredor leste-oeste ligará as regiões Petrolândia e Ressaca com uma extensão de 11 km. O corredor será do tipo BRS e contará com uma faixa preferencial de ônibus no lado direita da via. Haverá dois terminais, Ressaca e Petrolândia, em cada uma de suas extremidades. todos os pontos de embarque e desembarque de ônibus passarão por obras de readequação.

### Corredor Ressaca
O corredor Ressaca será uma linha do tipo BRS, também com faixa preferencial a direita e que tem o objetivo de conectar melhor as regiões Nacional e Ressaca ao centro e ao sul de Contagem. Todos os pontos de embarque e desembarque passarão por obras.

## Terminais e estações

### Estações de transferência

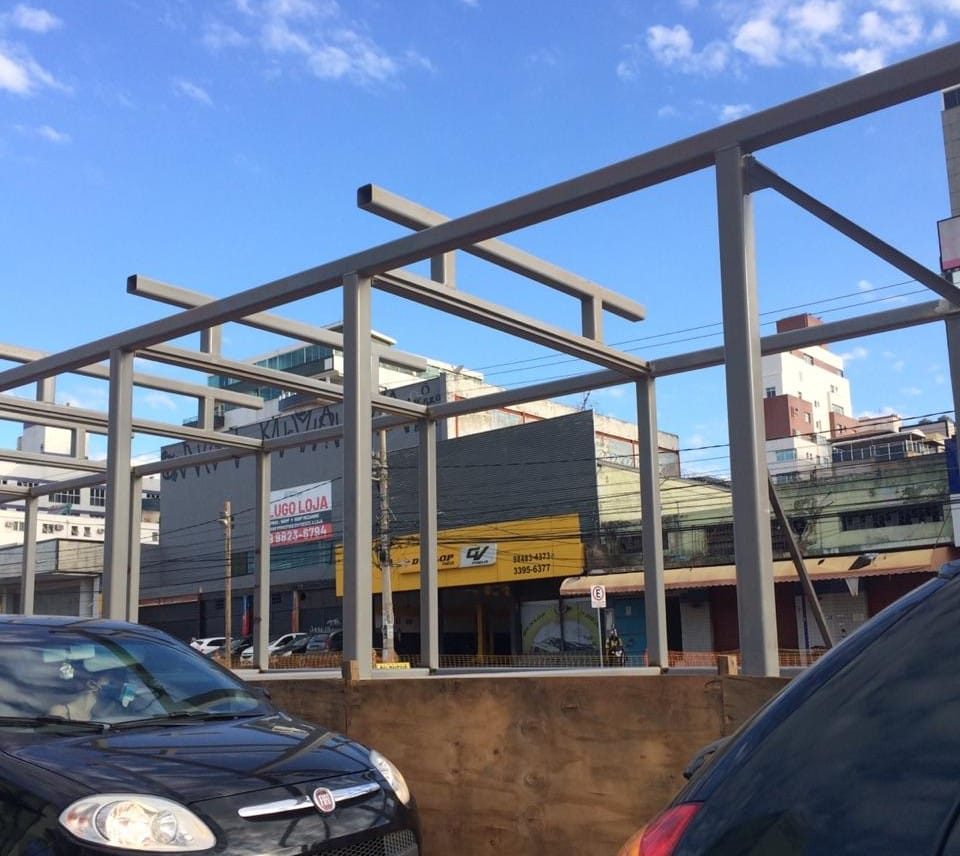
Uma estação de transferência sendo construída na avenida João César de Oliveira.

As estações de transferência serão locais que permitirão a integração para a troca de ônibus sem pagar novamente a tarifa, que será única. Essas estruturas estarão ao longo do corredor norte-sul e somarão ao todo 10 estações.
As estações estarão no canteiro central em plataformas elevadas, e a compra dos bilhetes ocorrerá antes dos embarques na bilheteria.

### Terminais de integração
Os terminais de integração serão instalações que permitirão a transferência entre os vários serviços oferecidos pelo SIM. Ao todo haverá 5 terminais de integração: Darcy Ribeiro, Sede, Petrolândia, Ressaca e Eldorado, dos já citados 1 já foi construído e inaugurado (Petrolândia) e o terminal do Eldorado já existe mas passará por obras, e os outros 3 vão ser construídos.

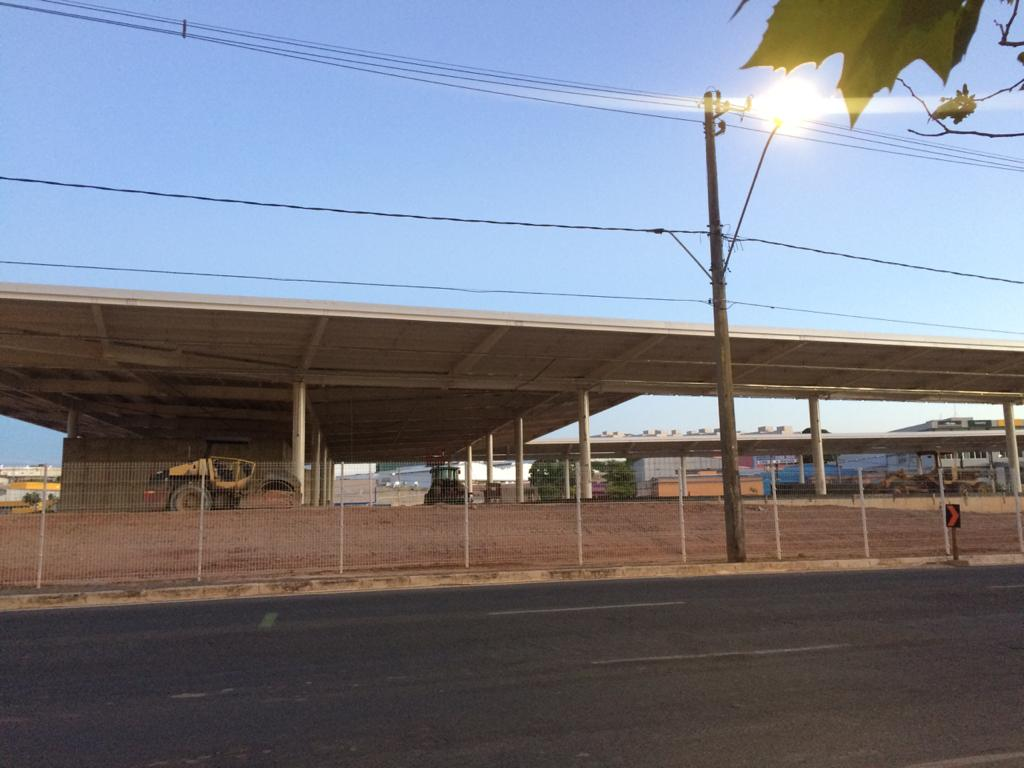
O Terminal Ressaca em construção

### Complexo intermodal de transporte
O complexo intermodal de transporte (CIT) será localizado no bairro Glória. O CIT tem como objetivo a integração do sistema rodoviário, o transporte coletivo e o Metrô. O CIT será composto por três partes: O terminal rodoviário metropolitano de transporte, terminal de ônibus urbano e estação de metrô Novo Eldorado. Todas as três partes do CIT serão interligadas por uma passarela de pedestres que terá uma extensão aproximada de 200 metros.

## Críticas

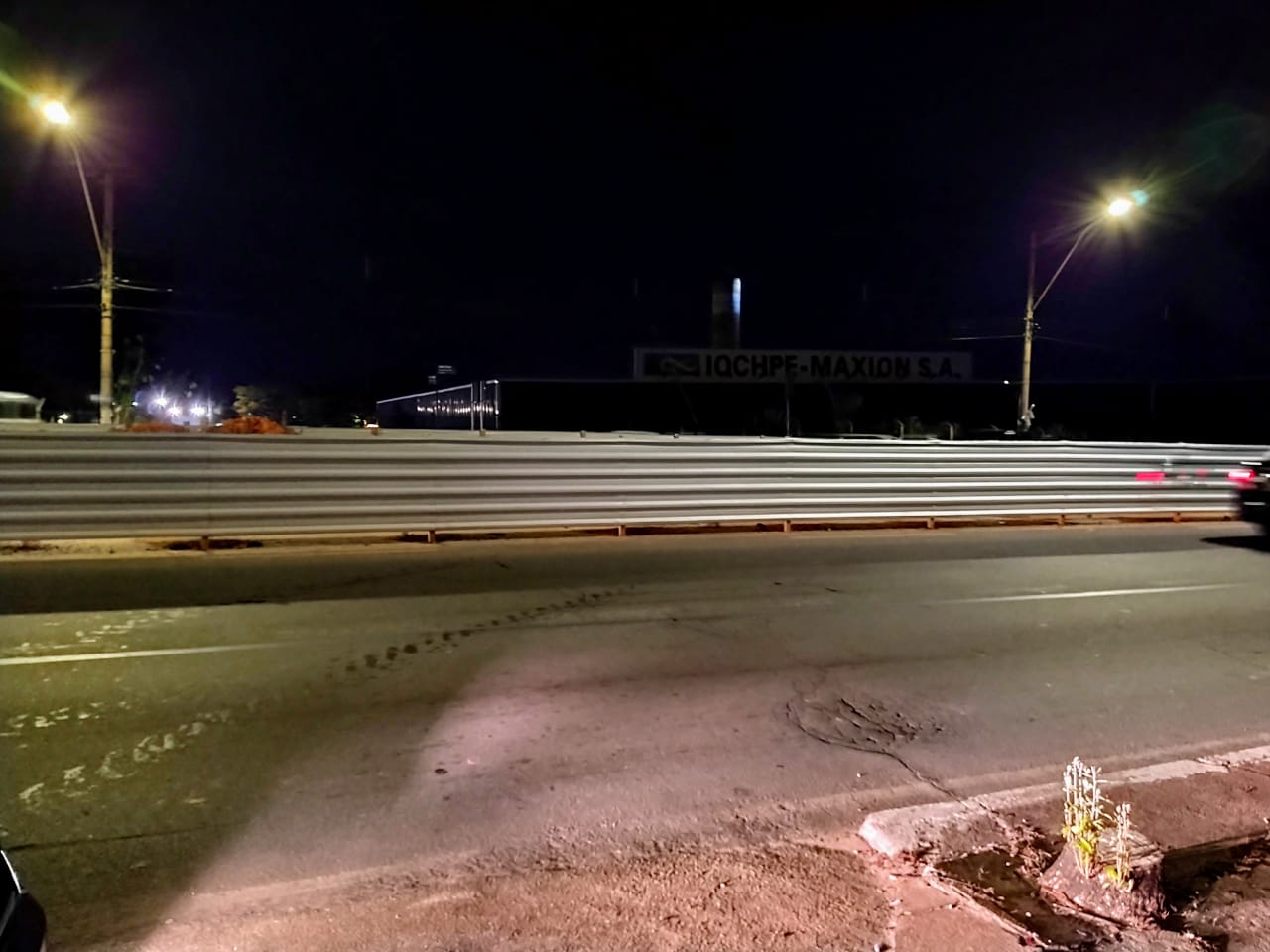
As obras das estações de transferência do corredor norte sul, onde antes haviam árvores

Durante as obras da implantação do corredor norte-sul na avenida João César de Oliveira, cerca de 244 árvores foram cortadas para dar lugar ás estações de transferência do SIM. A ação preocupou os moradores locais que temem pela não preservação do meio ambiente. As palmeiras da mesma avenida, foram retiradas e plantadas na avenida Helena Vasconcelos Costa.
A prefeitura informou que plantará 2,3 mil mudas para compensar as árvores cortadas, de acordo com a legislação ambiental do município. Renato Mafra, engenheiro da Transcon, declarou que todas as estações tem projeto paisagístico que inclui o plantio de árvores.